# Haustruppen

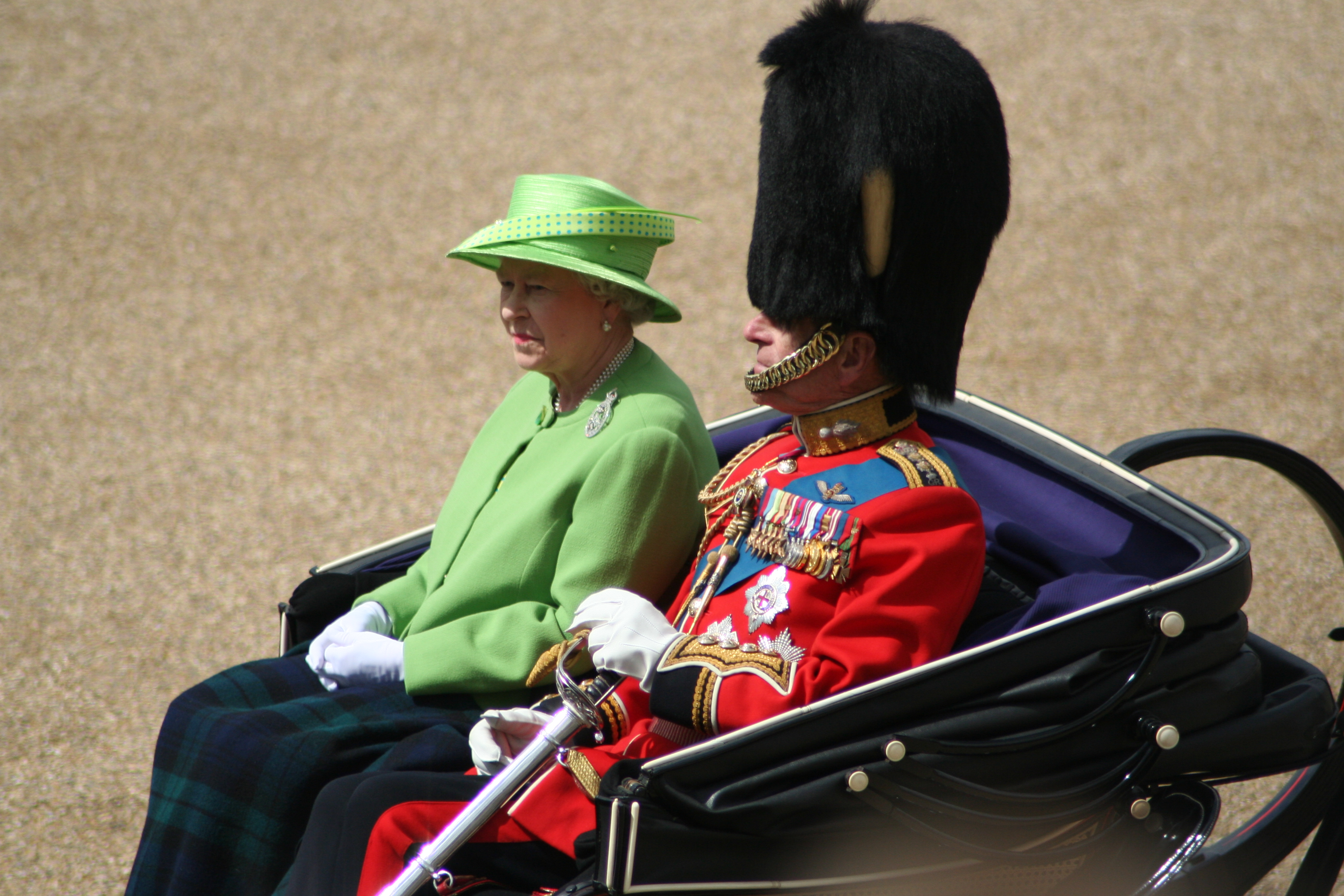
Philip, Duke of Edinburgh bei Trooping the Colour 2007. Obwohl er in seiner Stellung als Prinzgemahl den wesentlich höheren Rang eines Feldmarschalls bekleidet, trägt er auf diesem Bild aufgrund des Anlasses die Uniform eines seiner Ehrenränge in den britischen Haustruppen, nämlich die eines Obersten der Grenadier Guards.

Haustruppen waren im ursprünglichen Sinne Truppen, die zum Dienst um die Person eines (meist monarchischen) Staatsoberhaupts bestimmt und insbesondere für seine persönliche Sicherheit verantwortlich waren. Heute sind Haustruppen noch in fast allen Fürstenhäusern der Welt zu finden, die bekanntesten sind v. a. die britische Household Division, die spanische Guardia Real oder auch die päpstliche Schweizergarde. Mit Ausnahme letzterer sind Haustruppen heute aber meist reguläre Einheiten bzw. Verbände, die neben ihren repräsentativen auch militärische Aufgaben erfüllen, aber nicht mehr für die persönliche Sicherheit der Mitglieder des Herrscherhauses verantwortlich sind (diese Aufgabe wird heutzutage von professionellen Personenschützern aus den Reihen von Polizei oder Geheimdienst übernommen). Üblicherweise bekleiden Angehörige regierender Fürstenhäuser militärische Ehrenränge in den Verbänden ihrer jeweiligen Haustruppen, solche Ehrenränge werden häufig auch als Auszeichnung für ausländische Fürsten verliehen.

## Historisches
Haustruppen kamen schon bei den persischen Königen und deren Satrapen vor; später in Rom, unter den frühen Cäsaren als Prätorianer oder Leibwache der Imperatoren, unter den späten als copiae palatinae. Die türkischen Sultane hatten Haustruppen wie z. B. die Spahis, Janitscharen und Thoptschis.
- In Frankreich entstanden Haustruppen 1493 als Ordonnanzkompanien, die 1671 durch Ludwig XIV. von den Truppen als Maison militaire du roi getrennt wurden[1]; als solche bestanden sie bis zur Revolution und 1816 bis 1830. Napoléon III. setzte die Cent-Gardes an ihre Stelle.

- In Brandenburg entstanden Haustruppen 1542 als Trabantengarde, die 1713 aufgelöst wurde. Die Schloßgarde-Kompanie (1861 aus der 1829 begründeten Garde-Unteroffizier-Kompanie hervorgegangen) diente bis 1918 Preußens Königen.

- In Österreich existierte die Arcièren-Leibgarde.
- In Bayern existierte die Leibgarde der Hartschiere.
- In Russland dienten im 16. und 17. Jahrhundert die Druschine und die Strelitzen als Haustruppen. Peter I. löste alle diese auf und errichtete aus seinen ehemaligen Spielgefährten eine Leibwache, aus welcher später das Preobraschenskische Garderegiment entstand.